# Sphegigaster reticulata
Sphegigaster reticulata är en stekelart som beskrevs av Sureshan och T.C. Narendran 1997. Sphegigaster reticulata ingår i släktet Sphegigaster och familjen puppglanssteklar. Inga underarter finns listade i Catalogue of Life.